# 히카르두 부에누
히카르두 부에누 다 시우바(포르투갈어: Ricardo Bueno da Silva, 1987년 8월 15일 ~ )는 브라질의 축구 선수으로, 포지션은 공격수이다. 현재 부리람 유나이티드소속이다. 대한민국 K리그 클래식의 성남 FC 소속으로 뛴 적이 있다. K리그 등록명은 히카르도였다.